# Huibert Quispel
Huibert Quispel (Dordrecht, 29 maart 1841 — Den Haag, 22 november 1921) was een Nederlands viceadmiraal en onder meer officier in de Militaire Willems-Orde. Quispel was een zoon van veeschilder Matthijs Quispel en een telg uit het geslacht Quispel.

## Loopbaan
Nadat Quispel werd benoemd tot adelborst eerste klas, vervulde hij diverse rangen in de Nederlandse marine. Hij werd op 1 november 1896 benoemd tot schout-bij-nacht en op 31 augustus 1899 tot viceadmiraal, waarna hij op 1 november van datzelfde jaar de militaire dienst verliet.

## Onderscheidingen
Op 23 april 1870 werd hij bij Koninklijk Besluit nummer 21 benoemd tot ridder in de Militaire Willems-Orde wegens bijzondere krijgsverrichtingen te St. George d'Elmina in West-Afrika in de maanden november en december van 1869 en januari 1870. Verder werd hem het Ereteken voor Belangrijke Krijgsbedrijven toegekend met de gesp voor zijn militaire activiteiten voor de kust van Guinea.
Daarnaast ontving Quispel diverse onderscheidingen, zoals voor de expeditie tegen Samalangan van 8 augustus tot 20 oktober 1877 en de gesp van Atjeh en het Lombokkruis en zijn verdiensten werden door de regering eveneens erkend door zijn benoeming op 29 augustus 1894 tot ridder in de Orde van de Nederlandse Leeuw en later door zijn bevordering bij Koninklijk Besluit van 9 april 1895 nummer 36 tot ridder derde klasse van de Militaire Willems-Orde. Deze beloning kreeg hij voor zijn rol tijdens de Lombok-Expeditie in 1894.
In het buitenland was hij ridder in de tweede klasse in de Orde van Sint-Anna van Rusland en commandeur van de Koninklijke Militaire Orde van Sao Bento d'Aviz van Portugal en ridder tweede klasse der Orde van de Rode Adelaar van Duitsland.
Quispel overleed te Den Haag in 1921 en werd begraven op Oud Eik en Duinen.